# Reinhard Witt
Reinhard Witt (* 1953 in Regensburg) ist freiberuflicher promovierter Biologe, Journalist und Planer von naturnahem Grün. Er gehört zu den Gründern des NaturGarten Vereins, der sich seit über 30 Jahren für eine nachhaltige Gestaltung von Gärten und Grünflächen einsetzt um die biologische Vielfalt zu fördern und ist dessen langjähriger Präsident. Als Landschaftsplaner erschaffe er in „Gärten und auf Firmengeländen [...] Oasen der Vielfalt“, schreibt die Süddeutsche Zeitung.

## Auszeichnungen
„Seine Projekte erhielten zahlreiche öffentliche Preise. Etwa 2006 der Natur-Erlebnis-Spielplatz Eglfing den Ehrenpreis im bayerischen Wettbewerb für ländliche Entwicklung. 2010 der Natur-Erlebnis-Spielplatz Ottenhofen im Wettbewerb Grüne Spielplätze der Stiftung die Grüne Stadt. Zuletzt der Natur-Erlebnis-Kindergarten Tegernsee den Bayerischen Biodiversitätspreis 2012. Im Mai 2013 wird die naturnahe Gestaltung des Daimler-Firmengeländes als UN-Dekade-Projekt ausgezeichnet.“
Er hat 21 Bücher über naturnahe Grüngestaltung und heimische Wildpflanzen verfasst. 1996 bekommt er den Buchpreis der Deutschen Gartenbau-Gesellschaft für das Buch Blumenwiesen und 2007 ebenfalls den Buchpreis der Deutschen Gartenbau-Gesellschaft für Nachhaltige Pflanzungen und Ansaaten, 2007 den Umweltpreis der Kinder- und Jugendliteratur für Wir entdecken die Natur, 2010 den Deutschen Gartenbuchpreis als Bester Ratgeber für Naturnahe Rosen, Band 1 Strauchrosen, 2012 für Band 2 Kletter- und Kleinstrauchrosen, 2014 für Natur für jeden Garten.
Zusammen mit dem Münchner Landschaftsarchitekturbüro Liebald & Aufermann haben Reinhard Witt und seine Kollegin Katrin Kaltofen 2022 den Hauptpreis des Bayerischen Landschaftsarchitekturpreises und dazu den Sonderpreis Bauwerksbegrünung und Biodiversität gewonnen. Beide Preise beziehen sich auf das gemeinsame Projekt im Prinz-Eugen-Park in München, das zwischen 2019 und 2020 umgesetzt wurde.

## Veröffentlichungen (Auswahl)
- Naturoase Wildgarten. Überlebensraum für unsere Pflanzen und Tiere. Planung, Praxis, Pflege. BLV Verlag 1992. ISBN 978-3-405-14254-4
- Wildpflanzen für jeden Garten. 1000 heimische Blumen, Stauden und Sträucher. BLV Verlag 1995. ISBN 978-3-405-14566-8
- Wildblumen für Töpfe und Schalen. Naturschönheit auf kleinem Raum. BLV-Verlag. ISBN 978-3-405-15287-1
- Tierspuren. Beobachtungen durch das Jahr. Orbis Verlag 1996. ISBN 978-3-576-10391-7
- Der Naturgarten: Lebendig, schön, pflegeleicht Pflanzvorschläge für alle Standorte. BLV Verlag 2005. ISBN 978-3-405-15948-1
- Naturnahe Rosen – Garten und Wildformen. Band 1: Strauchrosen. Blütenfülle, Hagebuttenpracht, Ökologie.: Das etwas andere Rosenbuch – die besten Sorten. 2005. ISBN 978-3-00-027547-0
- Nachhaltige Pflanzungen und Ansaaten: Kräuter, Stauden und Sträucher für Jahrzehnte erfolgreich gärtnern. Mit Unkrautlexikon. 2006. ISBN 978-3-00-017707-1
- Der unkrautfreie Garten. Obst- und Gartenbauverlag 2012. ISBN 978-3-87596-115-7
- (Zusammen mit Fritz Hilgenstock:) Das Naturgartenbau-Buch (Band 1): Nachhaltig denken, planen, bauen. 2017. ISBN 978-3-9818573-0-6
- (Zusammen mit Fritz Hilgenstock:) Das Naturgartenbau-Buch (Band 2): Nachhaltig denken, planen, bauen. 2017. ISBN 978-3-9818573-1-3
- Das Wildpflanzen Topfbuch. Ausdauernde Arten für Balkon, Terrasse und Garten. Lebendig, pflegeleicht, nachhaltig.  2017. ISBN 978-3-00-021048-8
- Das Haarer Modell. Naturnahes Öffentliches Grün – Mehr Wildblumen durch richtige Pflege. 2019. ISBN 978-3-9818573-4-4
- (Zusammen mit Heidi Janicek:) Nachhaltige Pflanzungen und Ansaaten: Jahrzehnte erfolgreich gärtnern. 2020. ISBN 978-3-00-023586-3
- Naturnahe Rosen (Band 2): Kletter- und Kleinstrauchrosen.: Blütenfülle, Hagebuttenpracht, Ökologie. Dritte Auflage. 2021. ISBN 978-3-00-034082-6